# Лютеранская церковь Святой Троицы (Тукумс)
Лютеранская церковь Святой Троицы (возведена в 1644 году) — одно из самых древних сооружений города Тукумс, Латвия. С бельведера высотой 20 метров можно осмотреть панораму города. Тукумская Евангелическая лютеранская Свято-Троицкая церковь была основана в качестве приходской церкви герцогом Готтхардом Кеттлером в 1567 году.

## История сооружения
В 1566 году деревянное здание церкви полностью рухнуло, и на этом месте была построена новая церковь, также из древесины, которая уже в 1609 году была в плохом состоянии. В семнадцатом веке началось сооружение кирпичного здания, однако в связи с польско-шведской войной и её последствиями строительство затянулось. Только в 1687 году церковь была достроена и покрыта крышей. Сегодняшний вид башня приобрела в 1754 году. Храм существует и поныне, являясь старейшим зданием в городе Тукумсе.